# K'àak' Chi'
K'àak' Chi' és un hipotètic jaciment arqueològic de la civilització precolombina maia, suposadament descobert per William Gadoury. Anàlisis realitzades per satèl·lit han revelat que, efectivament, en el lloc hi ha una piràmide i una trentena d'edificis. No obstant això, arqueòlegs mexicans han demanat precaució, en tant que per una banda cal verificar el descobriment i, per l'altra, investigar les circumstàncies de creació d'aquest assentament, que caldria contextualitzar als esdeveniments històrics prehispànics i verificar si, com apunta Gadoury, que els maies decidiren l'emplaçament de la localitat a partir de la posició dels estels.

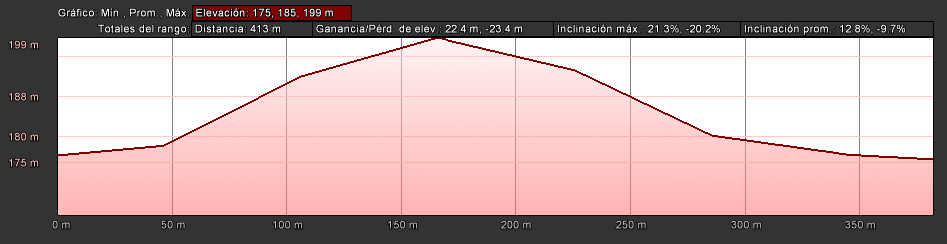
Perfil d'elevació entre les coordenades i